# Naftifina
La naftifina, que se vende bajo el nombre comercial de Naftin, entre otros, es un medicamento antifúngico que se utiliza para tratar el pie de atleta, tiña inguinal y la tiña corporal. Si bien este medicamento tiene algunos beneficios contra la candidiasis, otros medicamentos son mejores. Se aplica sobre la piel en forma de crema o gel.
Los efectos secundarios de este medicamento ocurren en menos del 5% de las personas. Estos pueden incluir irritación, enrojecimiento, picazón, ardor y reacción alérgica. No hay evidencia de daño durante el embarazo, aunque su uso no está bien estudiado (se recomienda su uso sólo si es claramente necesario y el beneficio supera el riesgo para el feto). Es similar a la terbinafina y se cree que actúa bloqueando la biosíntesis de esteroles.
Este medicamento fue aprobado para uso médico en los Estados Unidos en el 1988. En Estados Unidos, un tubo de 45 gramos cuesta alrededor de 85 dólares estadounidenses en 2021. No está disponible en el Reino Unido.